# Taverner Consort and Players
Il Taverner Consort and Players è un ensemble musicale britannico, che ha mutuato il nome dal compositore inglese del XVI secolo John Taverner, specializzato nell'esecuzione di musica barocca.

## Storia
Il gruppo è stato fondato a Londra dal direttore d'orchestra britannico Andrew Parrott e dal soprano Emma Kirkby nel 1973. Specializzato nell'esecuzione di musica barocca, in un periodo in cui tale musica non era molto conosciuta dal grande pubblico, raggiunse subito importanti risultati che sfociarono nella registrazione di molte opere di quel periodo.
Successivamente l'ensemble venne affidato alla direzione del violinista John Holloway fino ai primi anni novanta.

## Discografia
Questo è l'elenco dei dischi realizzati dal Taverner Consort, Choir & Players sotto la direzione di Andrew Parrott.
Sono indicate solo le prime edizioni senza tener conto delle numerose successive ristampe.
- 1981 - Johann Sebastian Bach, Cantatas 82 and 202 (Hyperion, CDA 66036)
- 1983 - Guillaume de Machaut, Messe de Nostre Dame (EMI "Reflexe", CDC 7 47949 2)
- 1984 - Claudio Monteverdi, Selva morale e spirituale (EMI "Reflexe", CDC 7 47016 2 )
- 1984 - Claudio Monteverdi, Vespro della Beata Vergine, 1610 (EMI "Reflexe", CDS 7 47078 8, 2CD)
- 1985 - Johann Sebastian Bach, Mass in B minor (EMI "Reflexe" CDS 7 47239 2, 2CD; Virgin "Veritas", VMD 5 61337 2)
- 1986 - Henry Purcell, Hail! Bright Cecilia (EMI "Reflexe", CDC 7 47490 2; Virgin "Veritas", VC 5 45160 2)
- 1987 - Antonio Vivaldi, The Four Seasons (Denon, C37-7283)
- 1987 - Heinrich Schütz, Weihnachtshistorie (EMI "Reflexe", CDC 7 47633 2; Virgin "Veritas", VM 5 61353 2)
- 1987 - Gregorio Allegri, Musica della cappella sistina (EMI "Reflexe", CDC 7 47699 2; Virgin "Veritas", VER 5 61309 2; HMV 5 74371 2)
- 1988 - Una "Stravaganza" dei Medici. Intermedi (1589) per "la Pellegrina" (EMI "Reflexe", CDC 7 47998 2)
- 1988 - A baroque festival (EMI "Reflexe", CDM 7 69853 2; Virgin "Veritas", VER 5 61304 2)
- 1989 - Late medieval english and scottish choral works (EMI "Reflexe", CDC 7 49661 2)
- 1989 - Georg Friedrich Händel, Carmelite vespers (1707) (EMI "Reflexe", CDS 7 49749 2, 2CD; Virgin "Veritas" CDVB 5 61579 2, 2CD)
- 1989 - Claudio Monteverdi, Mass of thanksgiving, Venice 1631 (EMI "Reflexe", CDS 7 49876 2, 2CD)
- 1989 - Thomas Tallis, Latin church music I (EMI "Reflexe", CDC 7 49555 2)
- 1989 - Thomas Tallis, Latin church music II (EMI "Reflexe", CDC 7 49563 2)
- 1989 - Georg Friedrich Händel, Messiah (EMI "Reflexe", CDS 7 49801 2, 2CD; Virgin "Veritas", VMD 5 61330 2, 2CD)
- 1989 - Henry Purcell, Come ye sons of art (EMI "Reflexe", CDC 7 49635 2; Virgin "Veritas", VC 5 45159 2)
- 1990 - The carol album. Seven centuries of Christmas music (EMI, CDC 7 49809 2)
- 1990 - Johann Sebastian Bach, Magnificat (EMI "Reflexe", CDC 7 49959 2; virgin "Veritas", VM 5 61340 2)
- 1990 - Georg Friedrich Händel, Israel in Egypt (EMI "Reflexe", CDS 7 54018 2, 2CD; Virgin "Veritas" VMD 5 61350 2, 2CD)
- 1991 - Henry Purcell, Dido and Aeneas (Chandos "Chaconne", CHAN 0521)
- 1991 - Venetian church music (EMI "Reflexe", CDC 7 54117 2)
- 1991 - Giovanni Gabrieli, Canzonas, sonatas, motets (EMI "Reflexe", CDC 7 54265 2)
- 1991 - Antonio Vivaldi, The Four Seasons (EMI "Reflexe", CDC 7 54208 2; Virgin "Veritas", VC 5 45117 2)
- 1991 - Johann Sebastian Bach, St. John Passion (EMI "Reflexe", CDS 7 54083 2, 2CD; Virgin "Veritas", VC 5 45096 2, 2CD)
- 1992 - Claudio Monteverdi, Madrigali guerrieri et amorosi (1638) (EMI "Reflexe", CDC 7 54333 2)
- 1993 - Josquin Desprez, Missa "Ave Maris Stella" (EMI "Reflexe", CDC 7 54659 2)
- 1993 - Giovanni Gabrieli, Symphoniae Sacrae, book 2 (Decca "L'Oiseaux Lyre", 436 860-2)
- 1993 - Carol album 2 (EMI, CDC 7 54902 2)
- 1994 - Antonio Vivaldi, Gloria; Magnificat (Virgin "Veritas", VC 7 59326 2)
- 1994 - Johann Sebastian Bach, Christ lag in todes banden, BWV 4; Oster oratorium, BWV 249 (Virgin "Veritas", VC 5 45011 2)
- 1995 - Henry Purcell, Te deum & jubilate (Virgin "Veritas", VC 5 45061 2)
- 1998 - Johann Sebastian Bach, Heart's solace (Sony Classical, SK 60155)
- 1998 - The promise of ages. A Christmas collection (Sony Classical, SK 60713)
- 1999 - Henry Purcell, Dido and Aeneas (Sony Classical, SK 62993)
- 1999 - Johann Sebastian Bach, Brandenburg Concertos (EMI "Reflexe" CDS 7 49806 2, 2CD; Virgin "Veritas", VC 5 61726 2, 2CD)
- 2000 - Out of the night (Sony Classical, SK 61753)
- 2000 - Carlo Gesualdo, Tenebrae Responses for Good Friday (Sony Classical, SK 62977)
- 2011 - Johann Sebastian Bach, Trauer-Music for Prince Leopold (Avie, AV 2241)
- 2013 - Claudio Monteverdi, L'Orfeo (Avie, AV 2278)